# Araespor quinquepustulatus
Araespor quinquepustulatus là một loài bọ cánh cứng trong họ Cerambycidae.